# DjVu
DjVu (pronuncia francese [deʒaˈvy]) è una tecnologia ed un formato di file per l'archiviazione compressa di immagini di testi, sviluppati alla fine degli anni novanta da un gruppo di ricercatori dei laboratori della AT&T con l'obiettivo di rendere possibile la realizzazione di raccolte digitali di documenti ad alta qualità anche a colori.

## La compressione delle immagini
La maggior parte delle informazioni prodotte prima del XXI secolo è ancora conservata su carta: libri, quotidiani, riviste, cataloghi, manuali e documenti antichi costituiscono un patrimonio per gli istituti e le società che li hanno prodotti o li conservano. Solo una minima parte è disponibile in rete.
Digitalizzare e pubblicare documenti ad alta qualità sul Web è stata da sempre considerata una sfida complessa. Questo perché le immagini, alla risoluzione necessaria per assicurare la massima leggibilità, oltre alla necessità di grandi spazi di archiviazione, hanno una dimensione tale da allungare spesso i tempi di accesso. Abbassare la risoluzione per ridurre i tempi di scaricamento significa diminuire la qualità.
I formati immagine standard comuni quali JPEG, GIF e PNG producono file relativamente pesanti se salvati alla risoluzione necessaria a garantire la leggibilità.

## La compressione dei documenti
DjVu è una tecnologia di compressione dell'immagine, un formato file e una piattaforma per la distribuzione via rete di documenti. Si fonda sul modello Multi Raster Content (MRC), uno standard promosso dall'Unione internazionale delle telecomunicazioni, che propone la segmentazione dell'immagine in livelli, ciascuno dei quali viene compresso con algoritmi specifici. Separando gli elementi di sfondo (la tessitura della carta), i testi e le foto, e comprimendoli separatamente con un algoritmo di tipo wavelet (lo stesso alla base del formato JPEG 2000), Djvu può garantire un'elevata risoluzione del livello del testo con un peso complessivo del file più contenuto.
Con questa tecnica si possono ottenere file molto "leggeri", veloci da visualizzare, archiviare e trasmettere. Le informazioni, precedentemente legate ai supporti cartacei, possono essere così rese disponibili ad un pubblico molto più ampio: istituti di ricerca, biblioteche, agenzie governative, società possono dare accesso ai loro archivi via rete più facilmente.

## Le prestazioni
Il formato DjVu è in grado di ottenere fattori di compressione, su documenti a colori, dalle cinque alle dieci volte migliori rispetto ad altri formati monolivello quali JPEG e GIF e, su documenti in bianco e nero, fattori dalle tre alle otto volte migliori rispetto al formato TIFF G4. Documenti digitalizzati a 400 ppi in full-color, dalla dimensione originale di 36 MB, possono essere compressi in file dal peso compreso tra i 30 e i 100 kB (rapporti tra 1:300 e 1:1000). Questi elevati fattori di compressione rendono i documenti DjVu più adatti al Web.
La compressione DjVu può essere anche applicata ai documenti nati in digitale come quelli nei formati Postscript (.ps) o PDF. In questo caso la dimensione dei file è compresa tra i 15 e i 20 kB per pagina A4 alla risoluzione di 300 ppi.

## Un sistema di visualizzazione efficiente
Per visualizzare i documenti DjVu è disponibile un'efficiente applicazione di tipo plug-in. Il modulo, disponibile per i principali browser (MS Explorer, Netscape, Mozilla, ecc.) e piattaforme (Windows, Macintosh, Unix-Linux), mette a disposizione strumenti evoluti di gestione dell'immagine come il panning, lo zoom, la rotazione, la visualizzazione del livello del testo separato dallo sfondo, ecc.
Un sistema di decompressione "al volo" permette di visualizzare con solo 2 MB di RAM immagini che normalmente richiederebbero 25 MB di memoria. Il formato consente inoltre la visione progressiva del documento: l'utente ottiene subito una prima versione, la cui qualità migliora progressivamente al caricamento di successivi blocchi di dati. A titolo di esempio il testo di una pagina di una rivista compare a video in solo tre secondi con connessione via modem a 56 kb/s. Nei successivi sei secondi compaiono le fotografie e la texture di sfondo e infine vengono scaricati i dati che completano la versione ad alta qualità della pagina.
È stato sviluppato, nell'ambito di un progetto open source ufficiale, un applet Java per accedere ai file in formato DjVu senza installare sul PC alcuna applicazione.
Sono inoltre disponibili diverse applicazioni prodotte da terze parti quasi tutte gratuite.

## Un formato aperto e standard
DjVu è un formato aperto. Le specifiche, così come il codice sorgente del sistema di visualizzazione (decoder) e parte del codice del sistema di compressione (encoder), sono liberamente disponibili per gli sviluppatori grazie al progetto DjVuLibre.

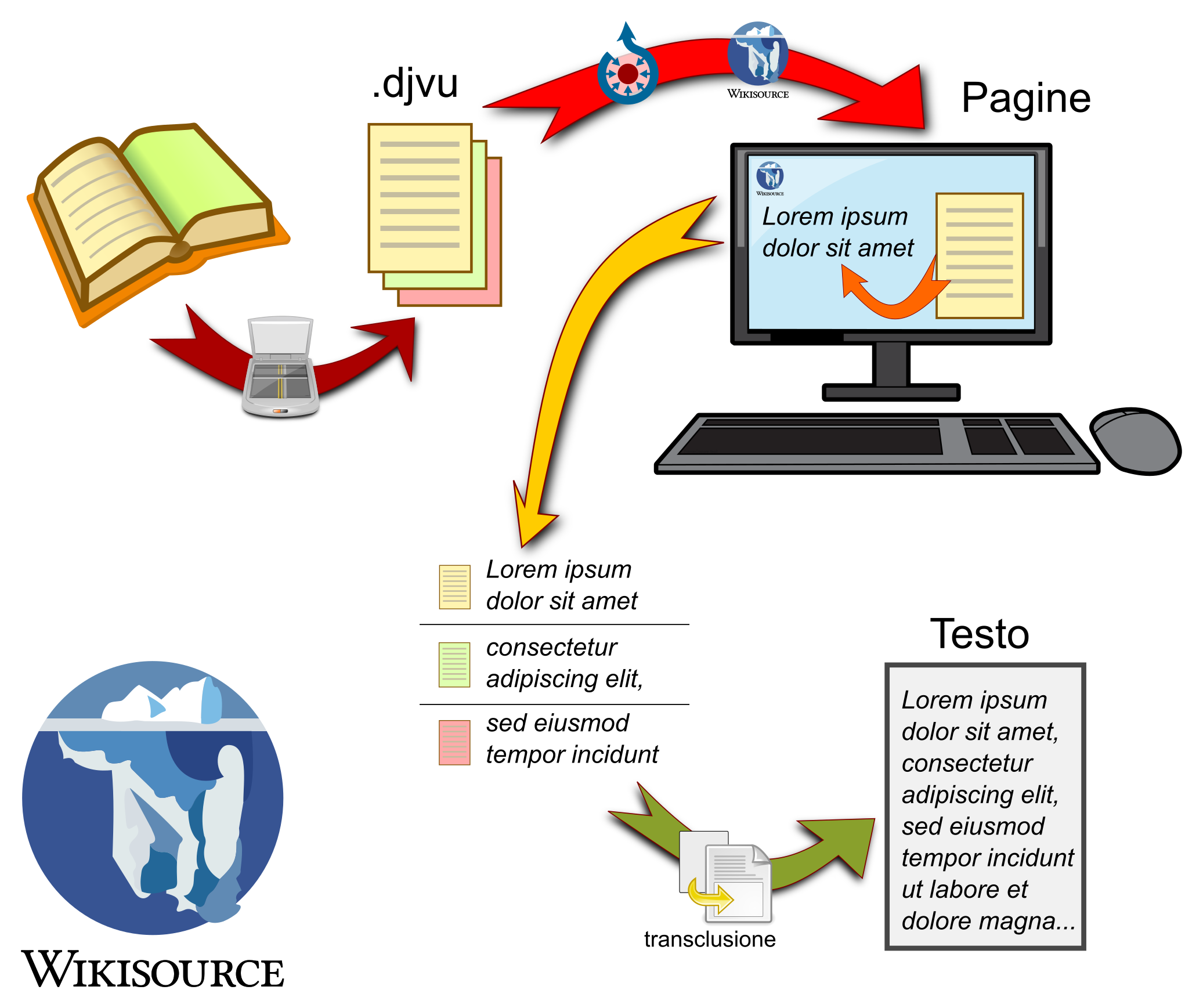
Schema del processo di trascrizione dei testi su Wikisource

DjVu è inoltre un formato standard: è stato infatti inserito ufficialmente (nel dicembre 2006) tra i formati descritti dalla nuova versione del set di metadati dello standard Z39.87 detto anche "Data Dictionary-Technical Metadata for Digital Still Images", promosso dal NISO e dall'ANSI. Lo standard Z39.87 è richiamato ed utilizzato da diversi framework di metadati come il METS.
In Italia lo schema di metadati MAG (a partire dalla versione 2.0), in attesa di recepire la nuova versione dello schema NISO-Data Dictionary, ha già inserito il formato DjVu tra i tipi di formati immagine standard utilizzabili nei progetti di digitalizzazione.
Nel 2002, il formato di file DjVu è stato scelto da Internet Archive come formato in cui il suo Million Book Project  che fornisce libri di pubblico dominio scansionati online (insieme a TIFF e PDF). Nel febbraio 2016, Internet Archive ha poi annunciato che DjVu non sarebbe più stato utilizzato per i nuovi caricamenti: tra le altre ragioni, il presunto declino dell'uso del formato e la difficoltà di mantenere il loro visualizzatore basato su applet Java.
Il progetto Wikisource si basa in molti casi sull'uso di questo formato per la trascrizione dei testi a stampa in pubblico dominio o con licenze libere.

## Commercializzazione
Dal 2009 la società Caminova è responsabile dello sviluppo e della distribuzione dei prodotti commerciali basati sulla tecnologia DjVu su licenza di Celartem, Inc che detiene i diritti sul marchio.